# Українські євреї
Украї́нські євре́ї, євреї в Україні (івр. יהודים אוקראינים, їд. אוקראַינישע ייִדן) — національна меншина (спільнота), стала група громадян України, які не є етнічними українцями, але проживають на території України в межах її міжнародно визнаних кордонів. В деяких випадках розглядаються, як частина єврейської діаспори на теренах Старої, Київської Русі та України. Представники різних субетносів єврейського народу (ашкеназі, сефарди, кримчаки), які віками проживали на цих теренах. Більшість — нащадки ашкеназі себто нащадки переселенців з Заходу, з Центрально-Східної Європи часів Литви і Речі Посполитої. Відомі на півдні сучасної України, зокрема на території Криму з IV століття до н. е. Традиційно сповідують юдаїзм. Від часів середньовіччя складали суттєву частину руського (давньоукраїнського), білоруського і українського міщанства. Мешкали у єврейських містечках, зберігаючи свою конфесійно-національну окремішність. Займалися переважно торгівлею, фінансами, ремісництвом, урядовим адмініструванням. Через релігійні й соціальні, мовні і світоглядні розбіжності мали складні стосунки з більшістю населення, яке було в основному християнами і яке стало основою для сучасного українства, в більшості своїй мужиками (русинами, посполитими, крестьянами, селянами) і степовиками «руської віри» (козаками). Внаслідок різкої, революційної зміни влади постраждали під час Хмельниччини (1648—1657), Гайдамаччини, Голокосту (1939—1945). Були творцями хасидизму та унікальної літературної традиції, написаної мовою їдиш. До ХІХ ст. переважно говорили на їдиш, польською та українською. За російсько-радянської доби, внаслідок русифікації, перейшли на російську мову, частково асимілювалися з місцевим населенням, відійшли від юдаїзму. Частина українських євреїв мігрували до США, країн Західної Європи та Ізраїлю через антисемітизм в Російській імперії та СРСР. Відомими представниками українського єврейства є письменник Шолом-Алейхем, ізраїльський провідник Голда Меїр, комуністичний діяч Лев Троцький та інші.

## Історія

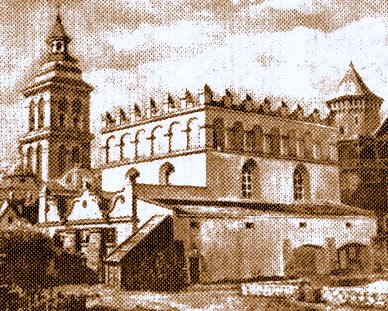
Синагога Золота Роза у Львові

Євреї на території сучасної України проживали з давніх часів. Перші згадки про них датуються 4-м сторіччям до н. е., коли вони з'явилися у Криму і грецьких колоніях на північно-східному узбережжі Чорного моря. У 8-10 ст. з Візантії, Кавказу, Багдадського халіфату, франкських та іспанських земель євреї мігрували до Хозарії, де серед еліти був поширений юдаїзм. Частина євреїв на території України тих часів розмовляла єврейсько-слов'янськими діалектами, т.з. кнааніт, серед них зустрічалися і тюркські імена. Після завоювання Хозарського каганату в 964 р. князем київським Святославом Ігоревичем, євреї звідти розселилися в Києві.
В XIII—XV ст.ст. внаслідок вигнання юдеїв з держав і міст Західної та центральної Європи та їх масова міграція на схід, до Австрії, Угорщини, Богемії, Польщі та Османської імперії. Наприкінці XV ст. євреї з Польщі та Німеччини почали прибувати на територію України, що перебувала під владою Литви. Найпоширенішим ареалом їхнього розселення тоді було Підляшші та міста Волині. Звідти вони переселялися до Києва та на Поділля. Київ став одним з найбільших осередків єврейської релігійної освіти.
У XVII ст. євреї постраждали під час Визвольного повстання під проводом Богдана Хмельницького. У багатьох містах, особливо на Поділлі, Волині та Лівобережній Україні, єврейське населення було майже повністю винищене. За умовами Зборівського договору року особам, що сповідували юдаїзм, заборонялося мешкати в Гетьманщині. Під час Хмельниччини в Україні вперше відбувся найбільший спалах антисемітизму, викликаний боротьбою пригнобленого народу з шляхтою та євреями, які займали панівне становище в економіці Речі Посполитої. Єврейський літописець — очевидець Натан Ганновер у праці «Глибокий мул» оцінював кількість загиблих понад 100 000.
Значних втрат зазнало юдейське населення під час повстання Коліївщина. Близько 20 тис. поляків і євреїв загинуло під час Взяття Умані 1768 року.
1742 року російська імператриця Єлизавета Петрівна видала указ, про вигнання з країни всіх євреїв, незалежно від їх віку, статі та становища. Залишатися дозволялося лише тим, хто погодиться прийняти православну віру.
Після другого поділу Речі Посполитої у 1793 р., до Російської імперії відійшли Волинь, Поділля та Київщина з чисельним єврейським населенням. У 1794 р. була розширена смуга осілості — євреям з колишніх польських земель було дозволено селитися і на лівобережжі — у Чернігівській, Полтавській та Київській (без Києва) губерніях, але тільки у містах та містечках. Смуга осілості для євреїв проіснувала до 1915 року.

### XX століття
Після жовтневого перевороту 1917 р. та ліквідації «смуги осілості» євреї стали переселятися на лівобережжя та у найбільші міста України і Росії. За даними перепису 1926 р., в УРСР налічувалося 1,75 млн євреїв, на заході Україні — більше 1 млн. У містах УРСР у 1926 р. проживало вже 77 % усіх євреїв, у 1939 р. — 86 %, тоді як у 1897 — менше 40 %. У рамках політики «коренізації» у 1920-х були утворені єврейські сільради та національні райони, де організовувалися єврейські школи та заклади культури, а їдиш був офіційною мовою діловодства та навчання. З середини 1930-х, після зупинки «коренізації», єврейські національні райони були розформовані, а більшість громадських організацій та періодичних видань ліквідовані.
Перед Другою світовою війною на території України мешкало 2,5-2,7 млн євреїв, що становило більше 6 % населення. Порівняно з 1926 р. кількість євреїв дещо скоротилась, переважно внаслідок міграції у великі міста Росії. Більше половини єврейського населення України загинуло під час війни, переважно були розстріляні або знищені у концтаборах. Багато українських євреїв загинули і в рядах Червоної армії та партизанів.
За переписом 1959 року, в Україні мешкало 840 тис. євреїв, утричі менше ніж до війни. У містах проживало 98 % євреїв. Єврейське культурне і релігійне життя вже не відновилося у довоєнних масштабах, частково внаслідок зменшення чисельності єврейського населення, частково — внаслідок політики радянської влади. Наростав процес асиміляції, якщо у 1959 р. серед євреїв тільки 25-30 % шлюбів було укладено з особами іншої національності, то у 1970 р. — бл. 50 %, 1978 р. — 57 %. За 1968–1988 рр. за кордон (переважно в Ізраїль та США) емігрувало близько 100 тис. українських євреїв, 12-13 % їхньої загальної кількості.
У другій половині 1980-х, після початку "перебудови" в Україні, як і у інших республіках, стали створюватися єврейські культурні товариства та громадські організації, з'явилися єврейські періодичні видання. Наприкінці 1980-х в Україні мешкало майже пів мільйона євреїв. З 1989 р. почалась масштабна еміграція євреїв з республік СРСР до Ізраїлю, США та Європи. За 1989–1991 рр. з України виїхало близько 149 тис. євреїв, за 1992–2000 рр. ще більше 250 тис. За переписом 2001 року в Україні налічувалося близько 100 тис. євреїв, що проживали переважно у найбільших містах (Києві, Одесі, Дніпрі, Харкові). З 1990-х років в Україні діє розгалужена мережа єврейських навчальних закладів, організацій та товариств, що існують у більшості місць проживання євреїв. Проте єврейське населення України характеризується надзвичайним постарінням та міграційним відтоком єврейського населення, що призводить до зменшення чисельності єврейського населення та поступового зникнення єврейського культурного життя.

## Культура
З 1989 року у місті Київ діє Бібліотека імені Ошера Шварцмана — бібліотека єврейської літератури. Бібліотека збирає та зберігає літературу на їдиші, івриті, а також переклади єврейських авторів та книги про єврейську культуру, історію, традиції українською, російською та іншими мовами. Її фонди є цінним ресурсом для дослідників, студентів та всіх, хто цікавиться єврейством. Існування та діяльність Бібліотеки імені Ошера Шварцмана є яскравим свідченням відродження єврейського життя в Україні після радянської доби та важких часів Голокосту.

## Наука
Чисельність та питома вага євреїв серед наукових співробітників УРСР у 1926—1987 рр., %
| рік  | чисельність | частка |
| ---- | ----------- | ------ |
| 1926 |             | 16,8 % |
| 1929 |             | 20,8 % |
| 1939 | 4 530       | 28,6 % |
| 1947 | 5 234       | 26,4 % |
| 1960 | 5 080       | 10,9 % |
| 1965 | 8 097       | 8,9 %  |
| 1970 | 9 583       | 7,4 %  |
| 1977 | 9 857       | 5,5 %  |
| 1982 | 9 586       | 4,7 %  |
| 1987 | 8 935       | 4,2 %  |

## Демографія

### Розселення

#### До XVIIIст.
Першими місцями, про які є згадки щодо проживання євреїв, на території України були грецькі міста Пантікапей, Херсонес та Ольвія на території Північного Причорномор'я. У єврейських середньовічних джерелах згадуються міста Криму та Придніпров'я у яких мешкали євреї: Алупка (Алубіка), Алушта (Алус), Гурзуф, Керч (Керц), Мангуп, Партеніт, Судак (Сугда), Старий Крим (Солхат), Феодосія (Кафа), Київ, Чернігів та деякі інші. Єврейська громада у Києві з'явилася не пізніше поч. X ст. Згодом євреї почали з'являтись і у інших містах правобережжя, у XI—XII ст. їх присутність зафіксована у деяких містах Волині та Поділля.
У другій пол. XIII ст. збільшилось єврейське населення Галицько-Волинської землі, куди після захоплення Києва ханом Батиєм втекли багато євреїв з Придніпров'я. Мігрували туди і євреї з німецьких земель, Болгарії та Угорщини. Великі єврейські громади існували у Галичі, Володимирі, Львові, де вони мали певні привілеї та релігійну автономію.
У XIV—XV ст. на українські землі, які переживали період швидкого економічного відновлення, активно переселялись євреї-ашкеназі з Польщі, Австрії, Угорщини, Богемії та Моравії. Саме у цей час почалося домінування ашкеназів серед єврейського населення у Галичині та Волині. У першій половині XVI ст. євреям дозволили селитися у тих частинах України, де раніше не було єврейського населення, зокрема на Поділлі. У 1532—1551 єврейські громади виникли у Вінниці, Барі, Брацлаві.
Міграція євреїв у степові, малозаселені райони півдня та Придніпров'я інтенсифікувалася після Люблінської унії 1569 року. У цей час польські королі почали роздавати шляхті
маєтки на території сучасних Черкаської, Полтавської, Сумської, Чернігівської областей, що створило умови для виникнення там «магнатських» міст, містечок та сіл, які притягували єврейське населення з Польщі, Галичини та Волині. За деякими оцінками чисельність євреїв на території материкової України становила наприкінці XVI ст. близько 12 тис. осіб, менше 1 % населення. У Криму, згідно з турецьким переписом, в сер. XVI ст. проживало від 500 до 700 кримських євреїв (кримчаків). До 1640-х років єврейське населення України зросло до 51 тис. осіб.
Незважаючи на значні втрати під час Хмельниччини (до 2/3 єврейського населення) та Коліївщини, чисельність євреїв на українських землях до середини 1760-х років зросла до понад 280 тис. осіб, що становило 3-4 % всього населення. Проживали вони майже виключно на території Правобережної України, підпорядкованої Польщі, тоді як на Лівобережжі єврейське населення було практично відсутнє ще з часів Хмельниччини. Лише з 1730-х років євреям стали давати дозвіл на торгівлю на території Лівобережжя, проте права на постійне проживання вони не мали. За переписом 1738 року на Лівобережжі нараховувалося всього бл. 600 євреїв, більшість з яких мешкали у селах — маєтках знаті та духовенства.
На території східної Галичини під час її приєднання до Австрії у 1773 р. мешкало 151 тис. євреїв (бл. 10 % населення), переважно у шляхетських та магнатських містечках. На території Буковини у 1821 р. жили 7 тис. євреїв, у 1857 р. — 25 тис. (8 % населення). У Північній Буковині основними місцями проживання євреїв були Чернівці а також містечка Садагора та Вижниця. На Закарпатті євреї мешкали переважно у містах Мукачеве та Ужгород.
Політика по відношенню до євреїв на Лівобережжі змінилася під час правління Катерини II, коли євреї отримали можливість селитися на незаселених землях півдня, у новоствореній Новоросійській губернії. У 1793 році до складу Росії увійшли українські землі з чисельним єврейським населенням (Волинь, Поділля та Київщина). У 1797 р. на території підросійської України мешкало близько 200 тис. євреїв. У 1794 р. євреям з колишніх польських земель було дозволено селитися на Лівобережжі (Чернігівській, Полтавській та Київській губерніях).

#### XIXст.

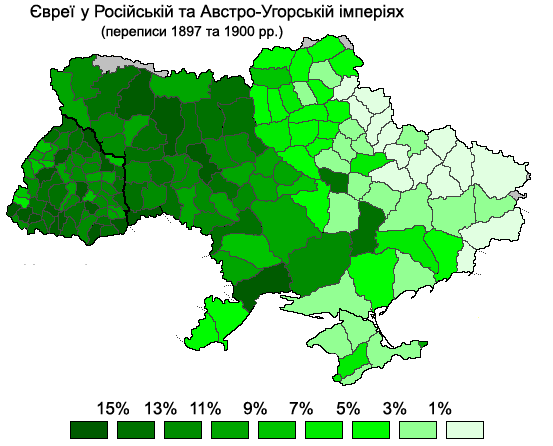
Частка євреїв у населенні, кін. ХІХ ст.

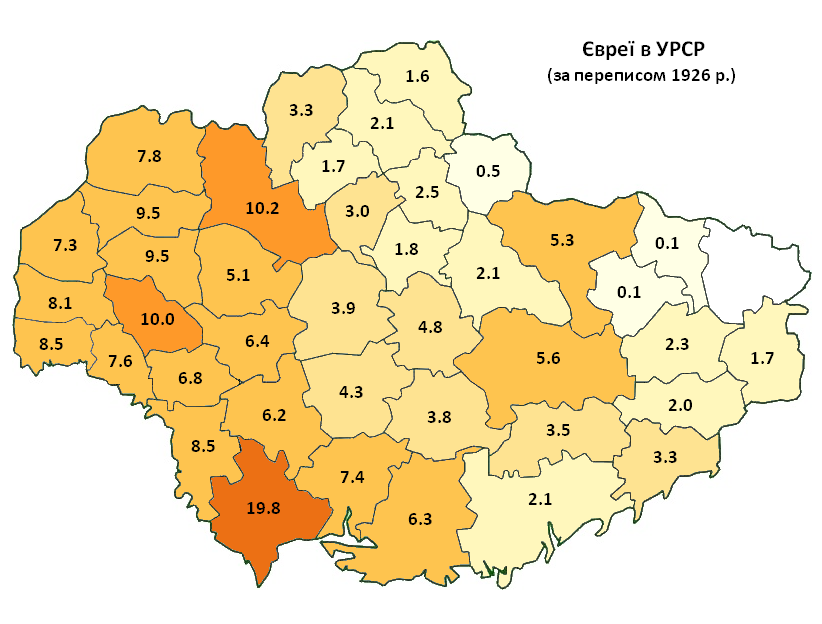
Розселення євреїв в УРСР за переписом 1926 р.

На початку XIX ст. царською владою вживалися заходи для обмеження прав єврейського населення. У 1804 р. була остаточно оформлена смуга осілості, територія 15 губерній імперії, де дозволялося жити євреям. До смуги осілості входила більша частина території України, за винятком Харківської губернії. Євреям було заборонено жити у селах, і хоча перші спроби виселити їх з сільських поселень (1808—1809 рр.) були безрезультатними, вже у 1821 р. євреї були виселені з сіл Чернігівської губернії, 1822 р. — Полтавської, 1830 р. — Київської. Під час правління Миколи I був виданий указ, згідно з яким євреям заборонялося жити у 50-верстовій смузі вздовж державного кордону, який в межах України припадав тоді на південь Волинської та захід Подільської губерній. У 1835 р. зі складу смуги осілості були виключені такі міста як Київ, Миколаїв та Севастополь а також всі казенні села, проживання євреїв тут заборонялося. Під час правління Олександра I частина дискримінаційних указів була скасована. У 1858 р. — євреям було дозволено жити у прикордонній смузі, у 1859 р. єврейським купцям дозволили селитися у Миколаєві та Севастополі, у 1860 р. — у Ялті, 1861 р. — у Києві. До кінця 1870 р. це право було надано всім євреям з вищою освітою, ремісникам та солдатам.
Наприкінці XIX ст. на території сучасної України мешкало 2590 тис. євреїв (9,0 % населення), що становило майже чверть єврейського населення світу. Євреї були другим за чисельністю народом після українців (72,0 %), випереджаючи росіян (8,8 %) і поляків (4,4 %). За переписом 1897 р. на території українських губерній Російської імперії мешкало 1908 тис. єврейськомовних, що становило 8 % всього населення і 42 % єврейського населення Російської імперії. Найбільша питома вага євреїв у населенні була зафіксована у губерніях Правобережжя (понад 12 %), найменша — у Харківській губернії, яка не входила до смуги осілості (0,5 %). Близько 80 % євреїв проживали у містах та містечках. На території Східної Галичини у 1900 р. налічувалося 540 тис. юдеїв, що становило 13,1 % населення, на північній Буковині 70 тис. (15,2 %), на Закарпатті 75 тис. (14,2 %).

#### ХХ ст.
На рубежі 1920 — 30-х років на території України налічувалося бл. 2654 тис. євреїв (6,5 % населення), зокрема в УРСР та Криму — 1730 тис. (5,4 %), Східній Галичині — 493 тис. (10,4 %), Західній Волині — 212 тис. (9,7 %), Закарпатті — 103 тис. (14,1 %), Північній Буковині — 75 тис. (13,6 %), українській частині Бессарабії — 41 тис. (5,2 %).
На початку XX ст. продовжувалася урбанізація єврейського населення, особливо швидко їх чисельність зростала у великих містах на сході та півдні. У 1926 р. у містах проживало 77,4 % євреїв УРСР (середній показник — 18,5 %). Євреями були 22,7 % всього міського населення УРСР і тільки 1,5 % сільського. Найбільші єврейські громади на території України у 1926—1931 рр. знаходилися у Одесі (153,2 тис., 36,7 %), Києві (140,3 тис., 27,4 %), Львові (99,6 тис., 31,9 %), Харкові (81,1 тис., 19,5 %). Євреї становили абсолютну більшість населення Бердичева (55,5 % з 55,6 тис.), відносну більшість населення Кременчука (49,3 % з 58,7 тис.), Житомира (39,2 % з 76,6 тис.) та багатьох інших міст і містечок, особливо на Правобережжі.
| область              | чисельність євреїв | частка  |
| -------------------- | ------------------ | ------- |
| Одеська              | 233 155            | 14,19 % |
| Київська             | 297 409            | 8,35 %  |
| Житомирська          | 125 007            | 7,39 %  |
| Кам'янець-Подільська | 121 335            | 6,98 %  |
| Молдавська АРСР      | 37 035             | 6,18 %  |
| Вінницька            | 141 825            | 6,05 %  |
| Дніпропетровська     | 129 439            | 5,69 %  |
| Миколаївська         | 60 402             | 5,45 %  |
| Харківська           | 136 746            | 5,37 %  |
| Запорізька           | 43 321             | 2,71 %  |
| Кіровоградська       | 26 419             | 2,25 %  |
| Сталінська           | 65 556             | 2,11 %  |
| Полтавська           | 46 928             | 2,10 %  |
| Чернігівська         | 31 887             | 1,79 %  |
| Ворошиловградська    | 19 949             | 1,08 %  |
| Сумська              | 16 363             | 0,96 %  |
| Українська РСР       | 1 532 776          | 4,95 %  |

Внаслідок еміграції починаючи з 1920-х років чисельність євреїв на території України постійно скорочувалася. У 1939 р. єврейське населення УРСР зменшилось порівняно з 1926 р. на 12,4 % (218 тис.) до 1532,8 тис., переважно внаслідок відтоку українських євреїв у Москву, Ленінград та інші великі міста Росії. Рівень урбанізації єврейського населення зріс до 85,6 %. Проте внаслідок прискореної урбанізації інших національностей, питома вага євреїв серед міського населення УРСР скоротилася до 11,7 % (1926 р. — 22,7 %). Найбільші єврейські громади УРСР були у Києві (224,2 тис., 26,5 %), Одесі (201,0 тис., 33,3 %), Харкові (130,3 тис., 15,6 %). У Криму в 1939 р. мешкало 65,5 тис. євреїв (5,8 % населення). На території Західної України та частини Буджаку і Бессарабії налічувалося бл. 900 тис. євреїв, найбільше — у Львові (109,5 тис., 30 %). Загалом на території сучасної України наприкінці 1930-х років мешкало 2527 тис. євреїв, на них припадало бл. 5,9 % всього населення.
У 1959 р. в Україні налічувалося 840,3 тис. євреїв (2 % населення), що було приблизно на 1,7 млн менше ніж перед війною. Найбільше єврейське населення було у Києві (153,5 тис., 13,8 %) та Одесі (106,9 тис., 16,2 %) Найбільша питома вага євреїв у населенні серед найбільших міст була зафіксована у Чернівцях (25,6 %) та Могильові-Подільському (21,2 %). У Тульчині євреї становили 18,4 % населення, Коростені 17,9 %, Олевську 16,5 %, Овручі 16,2 %, Житомирі 13,9 %, Козятині (13,4 %), Вінниці (13,1 %), Новограді-Волинському (12,0 %), Бердичеві (11,8 %), Балті (11,2 %), Жмеринці (10,9 %), Славуті (10,9 %), Хмельницькому (10,4 %). Найменше євреїв (менше 1 %) було зафіксовано у західних та центрально-лівобережних областях.
У 1970 р. кількість євреїв зменшилась до 777,1 тис. (1,6 % населення), переважно внаслідок асиміляції та міграції в Москву-Ленінград. Їх кількість і питома вага зменшилась в усіх областях, особливо сильно у правобережних. У Києві кількість євреїв залишилась стабільною, але їх частка у населенні зменшилась з 13,9 % до 9,3 %. У Одесі їх частка зменшилась порівняно з 1959 р. з 16,3 % до 12,1 %, у Чернівцях з 25,6 % до 18,5 %. Містами з понад 10 % євреїв у населенні залишались Чернівці (18,5 %), Могилів (16,9 %), Томашпіль (16,3 %), Бершадь (15,8 %), Тульчин (13,7 %), Овруч (12,3 %), Коростень (11,1 %) та деякі інші менші населені пункти.
У 70-х роках до факторів асиміляції та міжреспубліканської міграції додався потужний фактор еміграції за кордон. Перепис 1979 року показав різке прискорення скорочення єврейського населення України: за 9 років воно зменшилось на 143 тис. (18,4 %), до 634,2 тис., 1,3 % населення. Особливо активно відбувалась еміграція з західних областей. У Чернівцях частка євреїв скоротилась за 9 років з 18,5 % до 9,5 %, Львові з 4,4 % до 2,7 %, Франківську з 2,1 % до 1,0 %, Ужгороді з 3,1 % до 1,7 %. Найвища частка євреїв була зафіксована у Шаргороді (22,9 %), Могильові (12,5 %) та Бершаді (11,9 %).
У 80-ті роки єврейське населення продовжувало скорочуватись, за 1979—1989 — на 149 тис. (23,3 %). За переписом 1989 р. євреїв налічувалось 486,3 тис. (0,9 % населення). Кожен п'ятий єврей України проживав у Києві (всього 100,7 тис.), кожен сьомий у Одеській обл. (69,1 тис.), кожен десятий у Дніпропетровській та Харківській областях (50,1 тис. та 49,0 тис. відповідно). Серед найбільших міст у 1989 р. найвища питома вага євреїв була зафіксована у Могильові-Подільському (9,4 %), Чернівцях (6,1 %), Одесі (5,8 %), Вінниці (4,1 %), Києві та Бердичеві (по 3,9 %), Житомирі (3,7 %), Дніпропетровську (3,2 %), Харкові (3,0 %). У 5 облцентрах західної України, а також у Сумах та Полтаві євреїв було менше 1 %.
Загалом, за 1959—1989 рр. кількість євреїв в Україні зменшилась на 353 тис. осіб (42,1 %), при цьому внесок внутрішніх факторів (природного скорочення, асиміляції та міжреспубліканської міграції) оцінювалася у 243 тис. осіб, внесок еміграції за межі СРСР — у 110 тис. осіб.
|         |  |         |  |         |  |         |  |         |  |
| 1959 р. |  | 1970 р. |  | 1979 р. |  | 1989 р. |  | 2001 р. |  |

#### XXI століття
За 1989—2001 р. єврейське населення України зменшилось майже у 5 разів, з 486,3 тис. до 103,6 тис. (за даними перепису 2001 року). Тільки 3 100 з них назвали своєю рідною мовою ідиш. За оцінками лідерів єврейських організацій, реально в країні, на той час, проживало від 200 до 400 тисяч євреїв, просто багато хто не показали або приховали свою етнічну приналежність.
Міграційне скорочення єврейського населення України за цей період оцінюється у приблизно 285 тис. осіб, природне скорочення — у 80 тис. осіб.
Найбільша питома вага євреїв була зафіксована у Києві (0,7 % населення) та Одеській області (0,5 %). Серед найбільших міст більше 1 % євреїв було у Одесі (1,2 %), Могильові-Подільському (1,1 %), Дніпропетровськ (1,0 %), найбільші єврейські громади знаходилися у Києві (17,9 тис.), Одесі (12,4 тис.), Дніпропетровську (11 тис.). У містах проживали 98,5 % єврейського населення України.

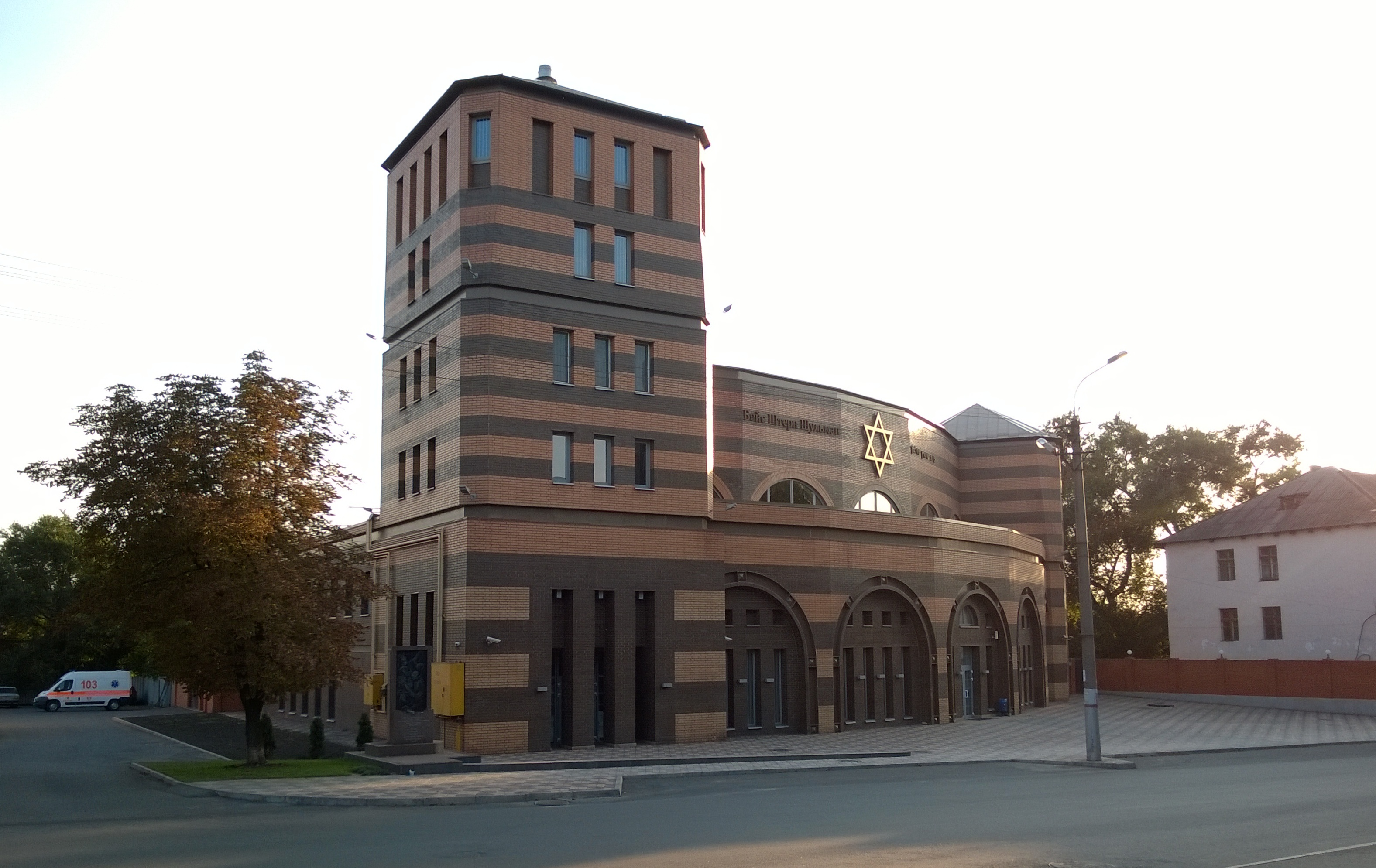
Бейс Штерн Шульман, Кривий Ріг. Збудована у 2010.

Середній вік євреїв України — понад 50 років. Уже зараз цей фактор може привести до різкого скорочення громади.
Згідно з результатами дослідження, проведеного демографом Єврейського університету в Єрусалимі, професором Серджіо Делла Пергола, станом на жовтень 2021 року, в Україні проживало 43 тис. євреїв.
Крім євреїв-ашкеназі, в Україні живуть невеликі групи кримчаків (700), а також бухарських (середньоазійських— 13 осіб), гірських (166 осіб) і грузинських (108 осіб) євреїв.
Крім того, існує невелика громада кримських караїмів (834 особи, за даними перепису 2001 року, з них 671 осіб — в Автономній республіці Крим). Кримчаки і караїми — автохтонні єврейські етнографічні групи, які офіційно віднесені до небагатьох корінних народів України. Керівництво більшості українських караїмських організацій (в першу чергу, Асоціації кримських караїмів «Кримкарайлар», Вищої ради кримських караїмів України і Духовного управління караїмів України) відмовляються визнавати караїмів частиною єврейського народу, роблячи акцент на тюркських елементах національної культури. По дорозі «тюркизації» національної самосвідомості пішли і лідери деяких організацій кримчаків.
За оцінками Інституту дослідження єврейського населення (JPR), станом на 2022 рік в Україні проживало близько 40 000 євреїв. Він також повідомляє, що за чисельністю основного єврейського населення Україна посідає 13 місце у світі. Найбільші осередки єврейського населення знаходяться в Києві, Дніпрі, Харкові, Одесі та Донецьку.

### Урбанізація
Традиційним місцем проживання більшості євреїв на території України до початку XX ст. були містечка. Ці поселення напівміського типу виникли на території Речі Посполитої у XV—XVI ст., коли шляхта та магнати заохочували євреїв переселятися до власних сіл і міст та створювали для них відносно сприятливі умови. У таких містечках єврейські громади мали самоуправління та можливість встановлювати власні правила проживання та звичаї.
У XIX ст. у Російській імперії були прийняті дискримінаційні закони щодо євреї, які забороняли селитися за межами смуги осілості та у сільській місцевості. Це призводило до значного перенаселення та збідніння містечок та активної міграції єврейського населення до великих міст смуги осілості (Одеси, Києва, Дніпропетровська). Так, єврейське населення Києва збільшилось з 3 тис. у 1863 р. до 81,3 тис. у 1913 р.; Одеси — з 17 тис. у 1855 р. до 139 тис. у 1897 р.; Дніпропетровська — з 1,7 тис. у 1847 р. до 41,2 тис. у 1897 році.
Після революції 1917 року та скасування обмежень на проживання темпи еміграції єврейського населення до великих міст пришвидшились. Частка міських жителів серед євреїв порівняно з 1897 р. зросла з 40 % до 77,4 % у 1926 р. та до 85,6 % у 1939 р. У населених пунктах які були містечками за переписом 1897 р. у 1926 р. мешкало 24,8 % єврейського населення, у 1939 — 22,5 %.
Найбільші єврейські громади на території України за даними переписів населення:
- 1897/1900 — Одеса 138,9 тис. (30,8 %), Львів 45,0 тис. (26,5 %), Катеринослав 40,0 тис. (35,4 %)
- 1926/1931 — Одеса 153,2 тис. (36,7 %), Київ 140,3 тис. (27,4 %), Львів 99,6 тис. (30,0 %)
- 1939 — Київ 224,2 тис. (26,5 %), Одеса 201,0 тис. (33,3 %), Харків 130,3 тис. (15,6 %)
- 1959 — Київ 153,5 тис. (13,9 %), Одеса 108,9 тис. (16,2 %), Харків 81,5 тис. (9,1 %)
- 1970 — Київ 152,0 тис. (9,3 %), Одеса 108,1 тис., Харків 74,6 тис. (6,1 %)
- 1979 — Київ 132,2 тис. (6,2 %), Одеса 86,0 тис., Харків 62,8 тис. (4,4 %)
- 1989 — Київ 100,5 тис. (3,9 %), Одеса 64,9 тис., Харків 47,9 тис. (3,0 %)
- 2001 — Київ 17,9 тис. (0,7 %), Одеса 12,4 тис., Дніпропетровськ 11,0 тис. (1,0 %)

## Мова
Історичними мовами євреїв України були їдиш та іврит, кожна з яких виконувала свою функцію. Розмовною мовою був їдиш, тоді як письмовою — іврит. Крім того, євреї (особливо чоловіки) зазвичай володіли мовою населення серед якого вони проживали. З початку XX ст. на території починається процес занепаду використання традиційних мов серед євреїв України, вони витісняються російською, польською (на Галичині) та угорською (на Закарпатті). Після Другої світової війни домінуючою мовою євреїв України стала російська.

### Їдиш

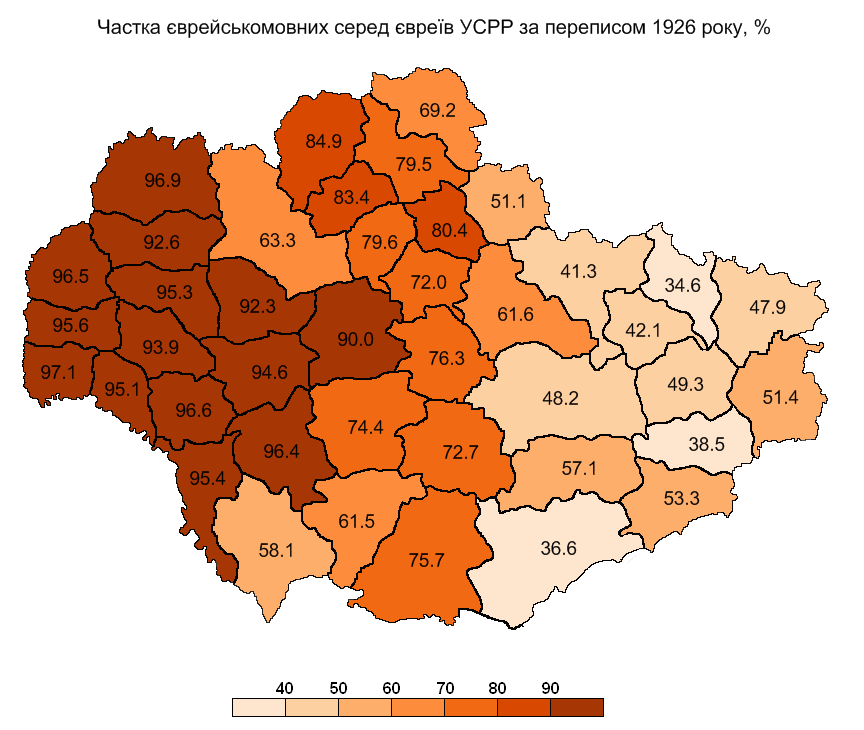
Поширеність єврейської мови (їдиш) як рідної серед євреїв за переписом 1926 р.

Абсолютна більшість євреїв України починаючи з кінця XIV ст. відносилась до субетносу ашкеназі, які розмовляли мовою їдиш. Вона виникла у Середні віки
на основі верхньонімецьких діалектів та давньоєврейської лексики, а пізніше зазнала впливу слов'янських
мов, серед носіїв яких жили євреї. Від самого початку їдиш забезпечував лише комунікативні функції, тоді як мовою культури та релігії серед євреїв Європи був іврит.
Євреї України розмовляли переважно східним діалектом їдишу, який охоплював всю територію проживання євреїв у східній Європі і поділявся на 3 великі групи говірок: північно-східну, центральну та південно-західну. Більша частина території України належала до південно-західних говорів, за винятком частини східної Галичини та Закарпаття, що знаходились під впливом центральних говірок, якими розмовляли євреї Польщі та Угорщини.
| вік    | 1926   | 1959   | 1989   |
| ------ | ------ | ------ | ------ |
| 0-9    | 70,9 % | 7,9 %  | 3,4 %  |
| 10-14  | 72,6 % | 6,8 %  | 2,7 %  |
| 15-19  | 71,6 % | 4,7 %  | 3,7 %  |
| 20-29  | 70,3 % | 9,3 %  | 4,0 %  |
| 30-39  | 76,3 % | 12,6 % | 4,3 %  |
| 40-49  | 83,5 % | 16,4 % | 4,2 %  |
| 50-59  | 88,7 % | 22,2 % | 5,7 %  |
| 60-69  | 93,2 % | 32,4 % | 9,7 %  |
| 70+    | 95,6 % | 45,7 % | 14,6 % |
| всього | 76,0 % | 16,9 % | 7,1 %  |

Занепад їдишу як розмовної мови євреїв розпочався у Західній Європі ще у XVIII ст., проте у Східній Європі його позиції довго залишалися міцними. До початку XX ст. їдиш абсолютно домінував як рідна та розмовна мови євреїв на території України. За переписом 1897 року, серед юдейського населення дев'яти південно-західних губерній Російської імперії 98,5 % назвали рідною мовою їдиш, а у Волинській, Подільській, Київській, Полтавській та Чернігівській губерніях — понад 99 %.
Наприкінці ХІХ ст. у великих містах почав прискорюватися процес мовної асиміляції єврейського населення України. Так, у Одесі, де проживала найбільша на території України єврейська громада, вже у 1897 р. 10,2 % юдеїв назвали рідною мовою російську (їдиш — 89,5 %). У 1926 р. вже 45,4 % одеських євреїв назвали рідною мовою російську, тоді як частка їдишу зменшилась до 54,0 %. В цілому по УРСР перепис 1926 р. показав істотне зменшення поширеності їдишу серед єврейського населення. За 1897—1926 рр. частка російськомовних євреїв зросла з 2 % до 23 %, поширеність їдишу зменшилась з 98 % до 76 %. Це було наслідком припинення передачі їдиша дітям серед єврейського населення великих міст. Їдиш був рідним для понад 95 % євреїв літнього віку, та менше ніж для 72 % молоді.
За даними перепису 1939 року тільки 45,3 % євреїв УРСР (без Західної України) назвали рідною мовою їдиш. Найсильнішим ударом по їдишу був Голокост, від якого найбільше постраждали євреї Правобережної України, серед яких поширеність мови їдиш була найвищою. За переписом 1959 року тільки 16,9 % євреїв України назвали рідною мовою їдиш, тоді як російську майже 80 %. Порівняно з передвоєнним часом кількість єврейськомовних євреїв на території України зменшилась з понад 1 млн до 142 тис. у 1959 р., 102 тис. у 1970 р., 57 тис. у 1979 р., 35 тис. у 1989 р.
За переписом 1989 р. тільки 7,1 % євреїв України назвали рідною мовою ідиш. При цьому у Чернівецькій та Закарпатській областях таких було 25-27 %, у Вінницькій, Івано-Франківській та Тернопільській 15-17 %, тоді як у більшості східних та південних областей менше 5 %. Ще 4,0 % євреїв України заявили про володіння їдиш не як рідною, загалом тільки 1/9 частина євреїв УРСР вільно володіла цією мовою.
За останнім українським переписом населення у 2001 р. рідною мовою назвали єврейську (фактично — їдиш) всього 3,1 % євреїв України (3,2 тис. з 103,6 тис.), від 20,6 % у Чернівецькій області до 0,1 % у Севастополі.

### Іврит
У часи переселення євреїв з центральної Європи на українські землі, мова іврит вже майже тисячу років не використовувалася як розмовна серед євреїв, проте залишалася основною мовою єврейської літератури, науки, освіти та релігії.

### Інші мови
У середні віки серед євреїв на українських землях були поширене і використання інших мов (слов'янських, тюркських, грецької та угорської). Історичні джерела свідчать, що у середні віки частина євреїв розмовляла слов'янською мовою (т. зв. «кнааніт»).

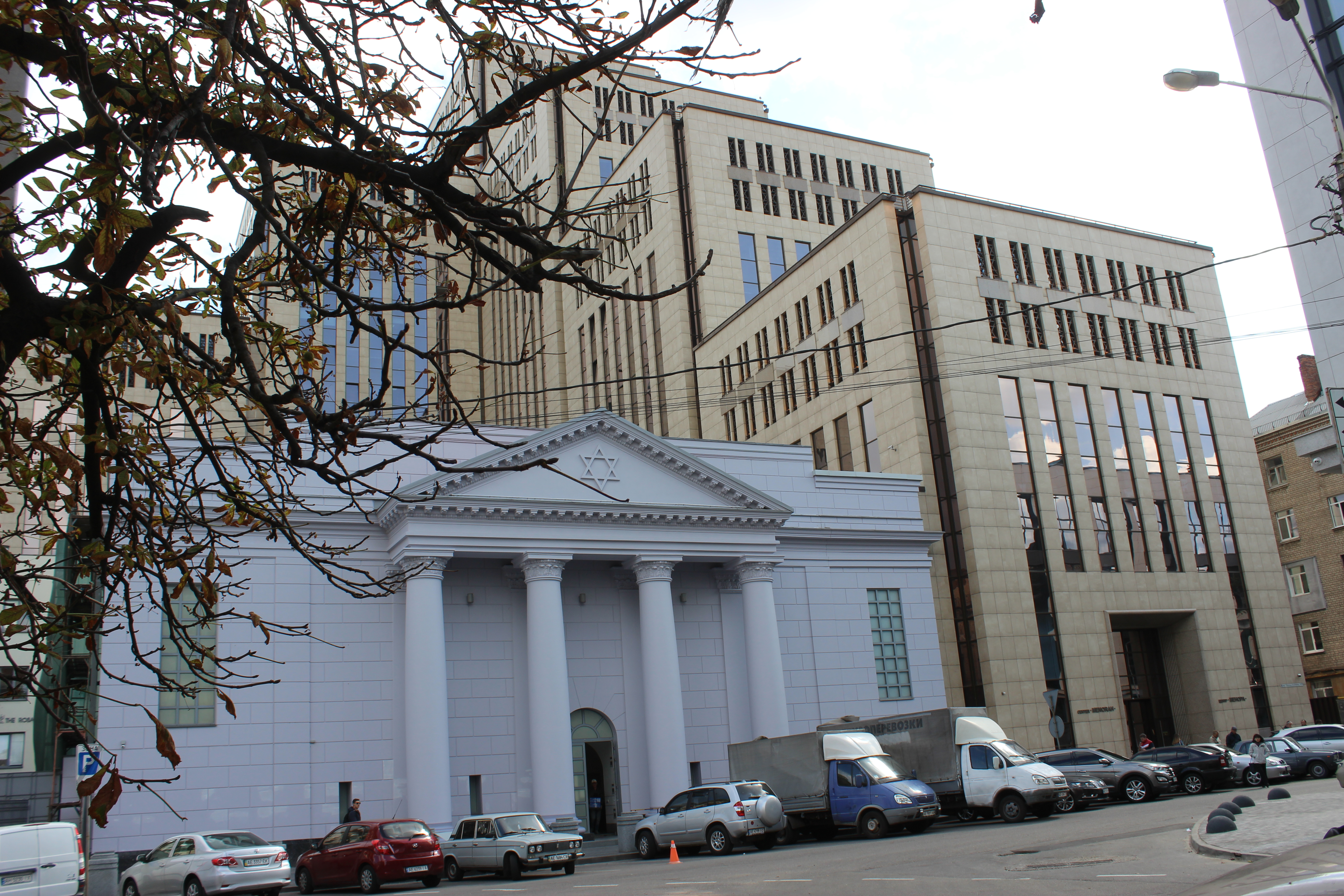
Синагога «Золота Роза» - найбільша синагога України

## Релігія
Історична релігія євреїв України — юдаїзм. У 1730-х роках на території України виник хасидизм, містична течія в юдаїзмі. Засновником цього руху був подільський цадик Баал Шем Тов. Хасидизм швидко набув широкого поширення на українських та східноєвропейських землях.

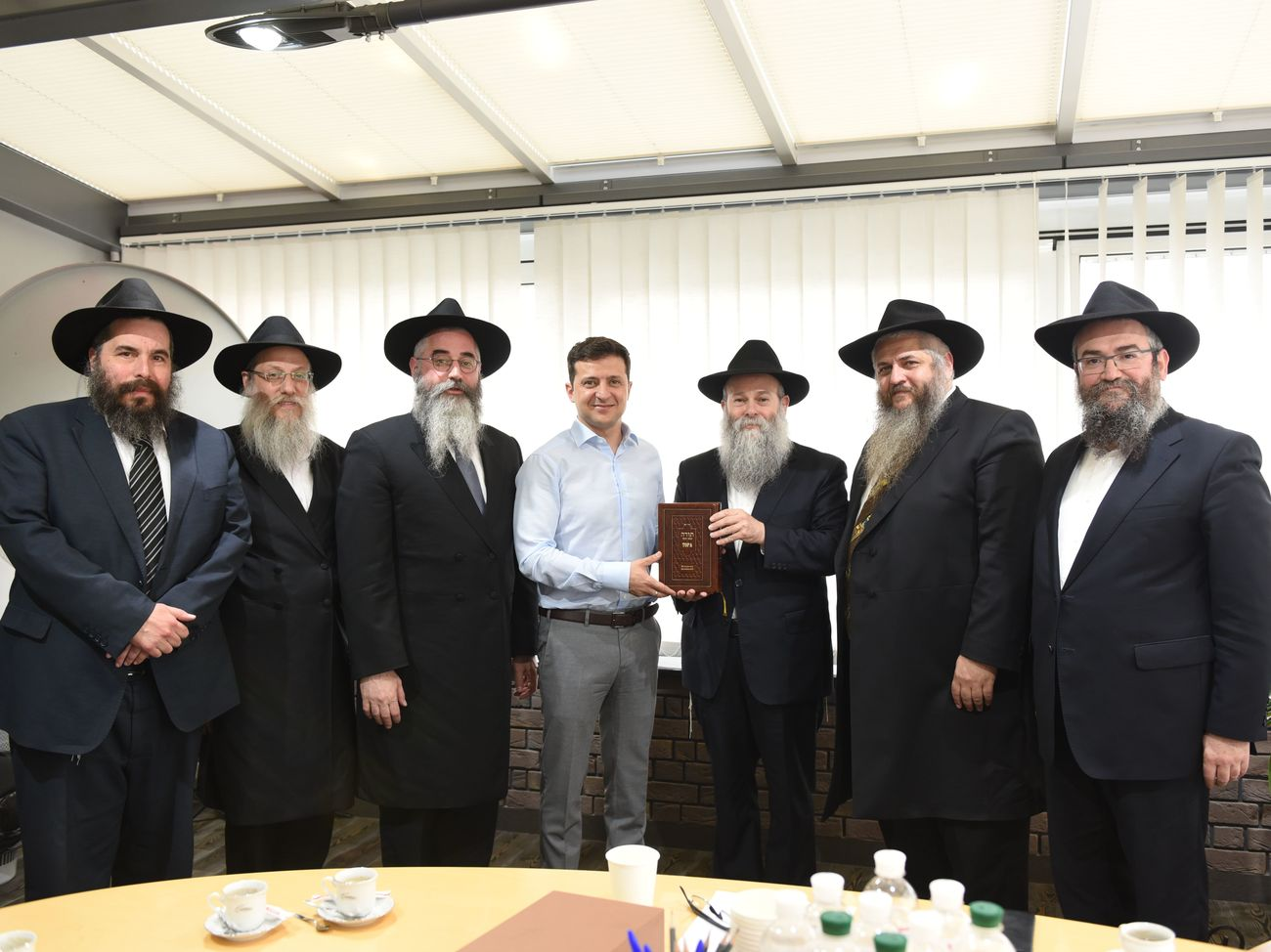
Зустріч Президента України Володимира Зеленського з любавицькими рабинами України 6 травня 2019 р.

Усі течії юдаїзму в Україні створили релігійні об’єднання з метою організації єврейського релігійного життя в країні. Православні громади організовані під егідою Хабад Любавич, який складається з 123 зареєстрованих громад; Асоціація іудейських релігійних організацій України, до складу якої входять 84 громади та Всеукраїнський конгрес релігійних громад іудаїки, до складу якого входять 13 зареєстрованих громад.
Послідовники реформістського іудаїзму мають власну організацію Релігійне об’єднання громад прогресивного іудаїзму України, до складу якого входить 51 зареєстрована громада. Інші 26 офіційно зареєстрованих релігійних громад не входять до жодного всеукраїнського об'єднання і діють самостійно. Консервативний рух активно діє в Чернівцях, Бердичеві, Києві та інших містах.
З 1990 року Яків Блайх обіймає посаду головного рабина Києва та України, призначений його громадою Карлін-Століна. З моменту свого приїзду в Україну Блайх зіграв важливу роль у заснуванні Київської єврейської міської громади, Союзу єврейських релігійних організацій України, першої денної єврейської школи в Україні, першого в Україні єврейського дитячого будинку та школи-інтернату, товариства допомоги Хесед Авот. Києва, мережа соціальних служб України «Маген Авот» та низка інших організацій.
Частина українських євреїв асимілювалася і перейшла у християнство. Процеси асиміляції серед єврейського населення в Україні, як і в інших регіонах Європи, були складними і багатогранними. Вони включали не тільки зміну релігії, але й інтеграцію в неєврейське суспільство через мову, культуру, освіту та соціальні зв'язки.

## Єврейська освіта
В Україні діє 37 денних єврейських шкіл, близько 60 недільних шкіл, одинадцять дитячих садків, вісім єшив і 70 ульпанів (інститутів), які відвідують загалом близько 10 000 дітей і дорослих. Крім того, тут діють духовні школи, які підтримує Карлін-Столінський фонд Орах Хаїм, мережа технологічних коледжів ОРТ та денна школа, заснована Консервативним рухом у Чернівцях. Ваад також керує єврейським освітнім центром.
Вищу освіту в галузі юдаїки надають декілька навчальних закладів України, зокрема Міжнародний Соломонів університет у Києві, який пропонує єврейську освітню програму та має угоду з Chais Center при Єврейському університеті в Єрусалимі, та Харківський державний університет, який має Ізраїльський центр академічних досліджень.

## Єврейські ЗМІ
Практично всі великі регіональні єврейські громади України мають свої видання — загалом їх близько 30. До газет з найбільшим тиражем і географічним охопленням належать «Хадашот» , що видається з 1991 року Ваадом України; ВЕК, видання Всеукраїнського єврейського конгресу з 1997 р.; та «Еврейские вести» , які видає Єврейська рада України за фінансової підтримки Держнацрелігій.
Серед провідних журналів: «Єгупець» — літературно-публіцистичний альманах Київського інституту юдаїки; «Морія», науково-публіцистичний альманах Одеського громадського дому єврейських знань « Морія» ; Від серця до серця , ілюстрований журнал Єврейської громади Києва (Хабад, Синагога Бродського); та «Орах Хаїм» — ілюстрований журнал, який видає Асоціація іудейських релігійних організацій України.

## Прізвища
Єврейські прізвища в Україні формувалися протягом століть під впливом різноманітних факторів, таких як географічне походження, професія, особистісні риси, імена батьків, а також вплив місцевих мов (української, польської, російської) та ідишу.
Дуже велика кількість єврейських прізвищ походять від назв міст, містечок (штетлів) або регіонів, де проживали предки. Це одна з найхарактерніших груп прізвищ. 
Багато прізвищ походять від назв професій, часто німецького походження (через ідиш). Наприклад: Фішер (рибалка), Шнайдер (кравець), Кауфман (торговець), Мюллер (мельник), Циммерман (тесля), Гольдшмідт (ювелір), Шустер (чоботар), Бергман (гірник), Ребман (від "Ребе" - рабин або вчитель).
Патронімічні прізвища (від імен батьків/предків). Ці прізвища утворювалися від єврейських імен з додаванням слов'янських або німецьких суфіксів. Наприклад: Абрамович (від Авраам), Давидович (від Давид), Рабінович (від Рабин), Шмулєвіч (від Шмуль), Левін (від Леві), Коган (від Коген - нащадок священиків), Іцкович (від Іцхак).
До кінця XVIII ст. євреї не мали прізвищ надалі, згідно законодавчих актів Австрійської імперії створили прізвища на базі німецької мови (Блюменталь, Гольдберг, Фреймут, Шустер і т. д.).
У євреїв, які проживали серед слов'янських народів (поляків, білорусів, українців), прізвища по батькові часто утворювалися за допомогою суфікса «-ович/-евич».

## Зайнятість
Соціально-професіональна структура єврейського населення Української РСР у 1926—1989 рр., %
|                                     | 1926 | 1939 | 1959 | 1970 | 1979 | 1989 |
| ----------------------------------- | ---- | ---- | ---- | ---- | ---- | ---- |
| Партійно-державний апарат           | 0,3  | 1,3  | 0,4  | 0,3  | 0,3  | 0,3  |
| Керівники середньої ланки           | 2,0  | 8,3  | 8,7  | 8,5  | 7,6  | 8,3  |
| Науковці та викладачі ВНЗ           | 0,1  | 0,8  | 1,2  | 2,1  | 3,0  | 3,7  |
| Інші спеціалісти вищої кваліфікації | 6,5  | 12,8 | 20,1 | 26,5 | 31,9 | 33,0 |
| Спеціалісти середньої кваліфікації  | 5,4  | 16,6 | 20,0 | 21,2 | 18,9 | 17,2 |
| Молодші службовці                   | 6,2  | 10,2 | 9,2  | 7,3  | 6,0  | 5,5  |
| Робітники сфери торгівлі та послуг  | 21,0 | 11,4 | 8,4  | 7,2  | 6,2  | 5,1  |
| Кваліфіковані робітники             | 35,0 | 24,2 | 25,7 | 21,7 | 21,3 | 21,4 |
| Некваліфіковані робітники           | 11,4 | 11,2 | 5,8  | 5,0  | 4,7  | 5,3  |
| Робітники сільського господарства   | 11,9 | 3,2  | 0,6  | 0,3  | 0,2  | 0,2  |

## Відомі євреї, народжені в Україні

### Діячі культури, науки, спорту та бізнесу
- Натан Альтман — український художник-кубіст.
- Арнольд Володимир Ігорович — російський математик.
- Абрагам Запрудер — автор аматорського відео — «Фільм Запрудера», в якому знято вбивство Джона Кеннеді.
- Ісак Бабель — письменник.
- Багрицький Едуард Георгійович — радянський поет.
- Баранов-Росіне Володимир Давидович — український художник-авангардист, скульптор.
- Бергельсон Давид Рафаїлович — радянський письменник.
- Бернштейн Михайло Давидович — живописець, графік. У 1916—1924 викладав у художній школі в Житомирі, у 1924—1932 роках у Київському художньому інституті.
- Браз Йосип Еммануїлович — український живописець і графік, учень К. Костанді та І. Рєпіна.
- Роберт Бракман — американський художник.
- Бронштейн Давид Іонович — радянський шахіст, шаховий літератор.
- Бялик Хаїм-Нахман — поет, один із засновників новітньої літератури мовою іврит.
- Галич Олександр Аркадійович — поет, сценарист, драматург, автор і виконавець власних пісень.
- Гельфанд Ізраїль Мойсейович — радянський та американський математик, біолог, педагог.
- Ґершвін Джордж — американський композитор.
- Горн Мілтон (Milton Horn) — українсько-американський скульптор.
- Володимир Самійлович Горовиць — піаніст XX століття.
- Хаїм Гросс — скульптор.
- Соня Делоне — українська художниця та дизайнерка, представниця напрямку арт Деко.
- Олександра Екстер — українська художниця-авангардистка, сценографка.
- Епштейн Марко — скульптор, живописець, графік, сценограф. У 1911—1912 навчався Київському художньому училищі, у 1911—1918 — у студіях Миколи Мурашка та Олександри Екстер. Член Київського відділення Єврейського товариства заохочування мист-в (1917), Об'єднання сучасних митців України (1925).
- Володимир (Зеєв) Жаботинський — письменник, лідер сіонізму.
- Жванецький Михайло Михайлович — гуморист.
- Ільф Ілля Арнольдович — письменник.
- Тіна Кароль (єврейка за батьком, Тетяна Ліберман) — співачка, акторка, ведуча, телеведуча, авторка-виконавиця, студійна виконавиця, піаністка, музична продюсерка, композиторка, громадська діячка, кінорежисерка.
- Роман Карцев — гуморист.
- Кассіль Лев Абрамович — російський радянський письменник.
- Квітко Лев Мойсейович — радянський поет.
- Грицько Кернеренко — український поет.
- Лі Краснер — американська художниця, представниця абстрактного експресіонізму, дружина художника Джексона Поллока. Дочка емігрантів з селища Шпиків, Тульчинського району Вінницької області.
- Крейн Марко Григорович — радянський математик.
- Семен (Саймон) Кузнець — економіст, нобелівський лауреат.
- Міла Куніс — американська акторка.
- Мішель Трахтенберг — американська акторка. Мати походить із українських євреїв Одеси.
- Герш Лаутерпахт — юрист.
- Станіслав Єжи Лец — поет афорист.
- Олександр Ліберман (Alexander Liberman) — українсько-американський скульптор, художник, фотограф, видавець, редактор журналу.
- Мані Лейб Брагинський — поет.
- Ганна Лобановська — українська мистецтвознавиця, художниця, письменниця
- Маневич Абрам Аншелович — живописець, один із засновників та перших професорів Української академії мистецтв.
- Маркіш Перец Давидович — радянський поет і письменник.
- Джейкоб Маршак — економіст.
- Людвіг фон Мізес — австрійський економіст, основоположник неолібералізму, засновник австрійської школи економіки.
- Луїза Невельсон — американська скульпторка, ім'ям якої у Нью-Йорку на Мангеттені назвали площу Louise Nevelson Plaza.
- Луїс Краснер — американський скрипаль.
- Хана Орлова — видатна французька скульпторка
- Островський Олександр Маркович ― німецько-швейцарський математик.
- Поляновський Макс Леонідович — радянський письменник і журналіст.
- Райцин Єфраїм Хананійович — перекладач та письменник.
- Роднянський Олександр Юхимович — кінорежисер, кіно- і телевізійний продюсер, телевізійний менеджер.
- Йозеф Рот — письменник.
- Собель Джанет — українсько-американська художниця, засновниця абстрактного експресіонізму, яка безпосередньо вплинула на Джексона Поллока.
- Суркіс Григорій Михайлович — футбольний функціонер, підприємець і політик.
- Суркіс Ігор Михайлович — бізнесмен. Власник футбольного клубу «Динамо» (Київ).
- Михайло Туровський — художник.
- Утьосов Леонід Осипович — талановитий артист естради, співак і кіноактор (попри негативне ставлення ідеологічної номенклатури СРСР до джазу став видатним представником джазу в СРСР, вимушений був через російський антисемітизм взяти російське прізвище).
- Мойсей Фішбейн — видатний український поет.
- Фрідман Михайло Маратович — російський бізнесмен, творець консорціуму «Альфа-Груп».
- Фраєрман Теофіл Борисович — український художник-імпресіоніст і педагог.
- Хавкін Володимир Аронович — бактеріолог.
- Пауль Целан — румунський поет.
- Шехтман Мануїл Йосипович — художник-бойчукіст.
- Школьник Йосип Соломонович — театральний художник, графік.
- Шолом-Алейхем — письменник світової літератури.
- Шор Сара Марківна — українська художниця-авангардистка, театральна художниця.
- Манес Шпербер — письменник.
- Штеренберг Давид Петрович — живописець і графік.
- Бруно Шульц — польский письменник та графік.
- Юлія Сегаль — радянсько-ізраїльський скульптор.
- Віталій Портников — український публіцист, письменник і журналіст.

### Релігійні діячі
- Баал Шем Тов — засновник хасидського руху.
- Натан Ганновер — видатний кабаліст, хахам, талмудист та рабин.
- Вайсблат Нухим — найвидатніший теолог, став рабином в Україні та помер в Україні.
- Дорфман Міхаель — став рабином в Україні, був лідером хасидів СРСР, головою єшиви Єрусалиму, головою «Всесвітньої ради брацлавських хасидів».
- Гельман Пінхас — став рабином в Україні.
- Нахман із Брацлава — став рабином в Україні.
- Соломон Єгуда Раппопорт — став рабином в Україні, видатний вчений, учасник руху Гаскала (нім. Wissenschaft des Judentums).
- Шломо Клугер — найвидатніший знавець Тори у XIX столітті, став рабином в Україні.
- Менахем Мендл Шнеєрсон — сьомий і останній Любавицький ребе.
- Цірельсон Лейб Мойсейович — найбільший галахічний авторитет XX століття.

### Політики
- Розалія Винниченко — дружина голови Директорії УНР Володимира Винниченко.
- Троцький Лев Давидович — радянський партійний і державний діяч. Один із організаторів військової агресії Росії проти УНР у 1918—1919 роках.
- Мойсей Урицький  — радянський партійний діяч, голова Петроградської надзвичайної комісії ЧК.
- Соломон Гольдельман — український та ізраїльський економіст, письменник, громадсько-політичний діяч
- Володимир Гройсман — український державний і політичний діяч, бізнесмен.
- Володимир Зеленський — український політик, 6-й Президент України, шоумен, телеведучий
- Гурвіц Едуард Йосипович — український політик
- Зінов'єв Григорій Овсійович — радянський партійний діяч.
- Олександр Фельдман — український політик та громадський діяч.
- Каганович Лазар Мойсейович — радянський партійний і державний діяч. Злочинець, один з організаторів Голодомору в Україні 1932—1933 років
- Кернес Геннадій Адольфович — міський голова Харкова
- Кренцбах Стелла — учасниця українського руху опору.
- Ігор Коломойський — український підприємець.
- Пінчук Віктор Михайлович — український підприємець, політик, мільярдер та меценат, зять другого президента України Леоніда Кучми.
- Вадим Рабінович — український політик, народний депутат України.

### Політики та дипломати Ізраїлю
- Голда Меїр — одна з засновників держави Ізраїль.
- Моше Шарет — прем'єр-міністр Ізраїлю (1954—1955).
- Кацир Ефраїм — президент Ізраїлю (1973—1978).
- Іцхак Бен-Цві — президент Ізраїлю (1952—1963).
- Леві Ешколь — прем'єр-міністр Ізраїлю (1963—1969).
- Натан Щаранський — державний та політичний діяч Ізраїлю.
- Йоель Едельштейн — ізраїльський політик, спікер Кнесету з 2013. Член партії «Лікуд».
- Наомі Бен-Амі — ізраїльська дипломатка.
- Моше Даян — ізраїльський військовий та державний діяч. Міністр оборони Ізраїлю (1967—1974), начальник генерального штабу ЦАХАЛ (1953—1958), міністр закордонних справ (1977—1979), міністр сільського господарства (1959—1964).

### Політики США
- Ентоні Блінкен — американський державний діяч, державний секретар США. Ентоні Блінкен походить з українських євреїв. По батьківській лінії є правнуком Меїра Блінкена, який був уродженцем Переяслава.
- Чак Шумер — американський політик, старший сенатор США від штату Нью-Йорк (з 3 січня 1999).

### Військовики
- Семен Якерсон — український військовий діяч, сотник Армії УНР.
- Соломон Ляйнберг — військовий діяч, поручник УГА.
- Людвік Розенберґ-Чорний — військовий діяч (Галицької армії).
- Яків Насс — старший десятник (сержант) УСС.

## У філателії
У 2016 році Укрпошта в серії «Національні меншини в Україні. Євреї» випустила чотири марки: «Танець „Фрейлахс“», «Рош Гашана», «Синагога в м. Жовква», «Кравець».

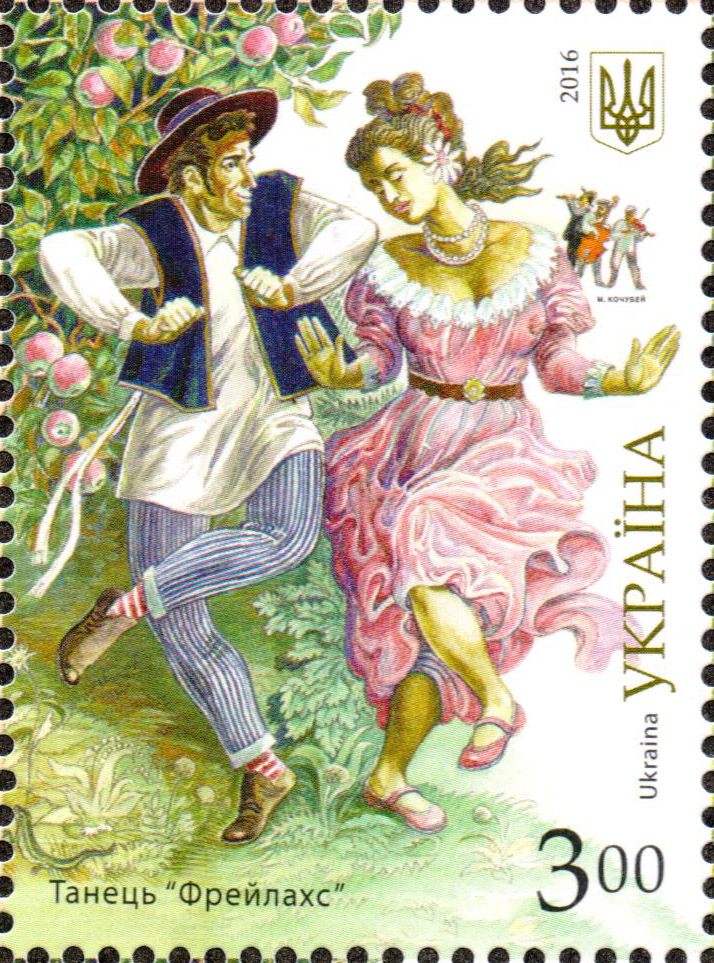
Марка Укрпошти «Танець „Фрейлахс“» (2016)
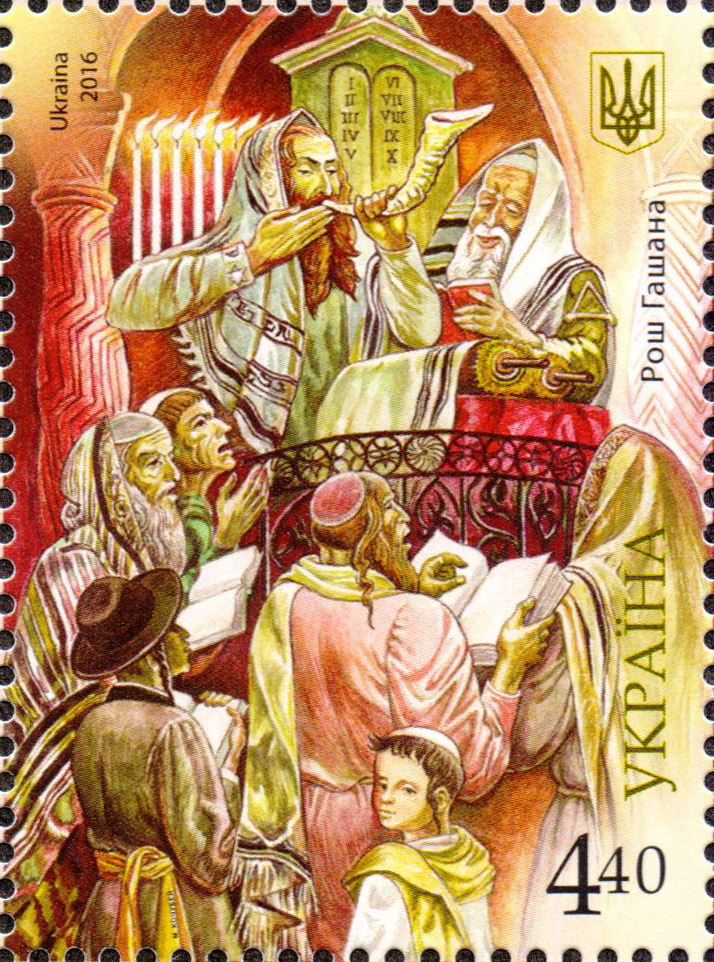
Марка Укрпошти «Рош Гашана» (2016)
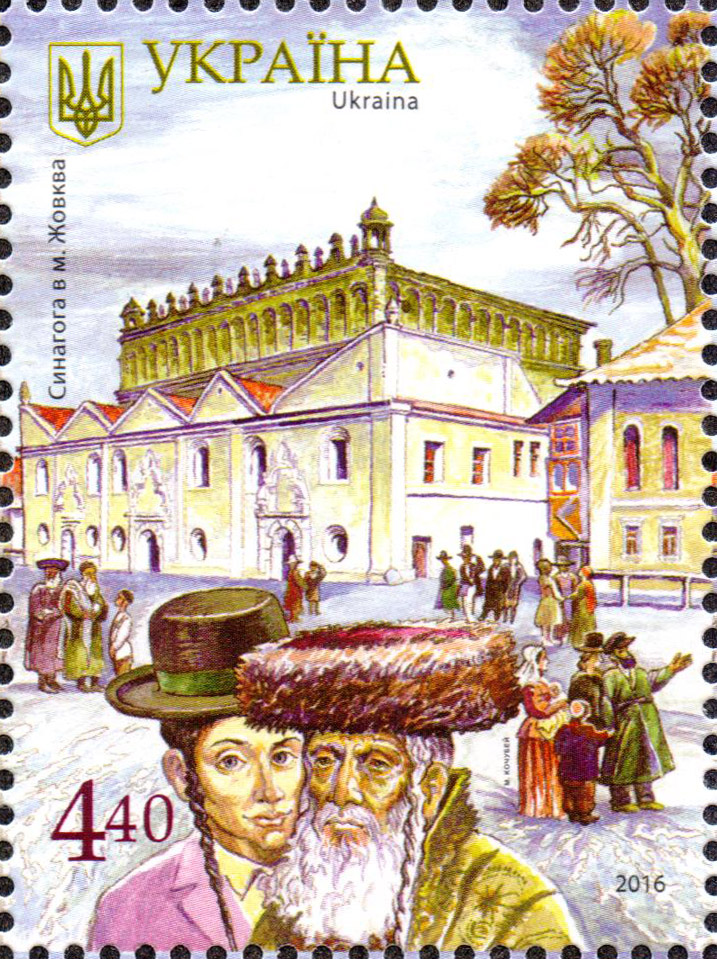
Марка Укрпошти «Синагога в м. Жовква» (2016)
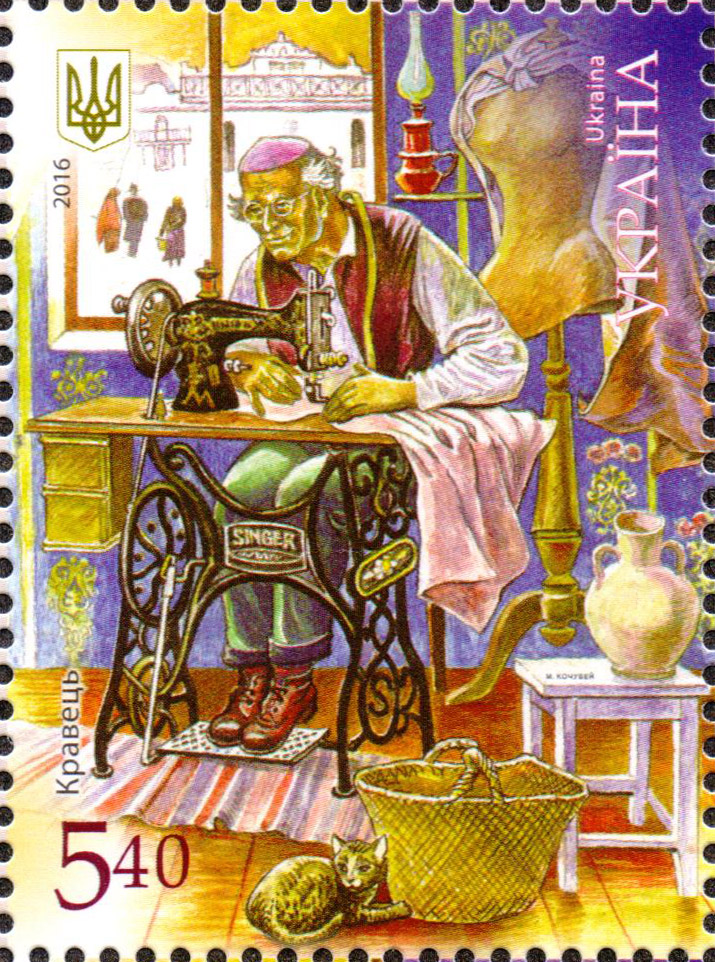
Марка Укрпошти «Кравець» (2016)